# Sender Goldeck
Der Sender Goldeck ist eine Sendeanlage der Österreichischen Rundfunksender GmbH auf dem Goldeck, einem 2142 Meter hohen Berg bei Spittal/Drau im österreichischen Bundesland Kärnten. Der 80 Meter hohe Sendeturm versorgt Spittal/Drau sowie die nahe Umgebung mit Rundfunk und Fernsehen.

## Frequenzen und Programme

### Analoger Hörfunk (UKW)
In UKW werden folgende Programme ausgestrahlt:
| Frequenz (MHz) | Programm        | RDS PS            | Senderlogo | RDS PI | Regionalisierung | ERP (kW) | Antennendiagramm rund (ND)/gerichtet (D) | Polarisation horizontal (H)/vertikal (V) |
| -------------- | --------------- | ----------------- | ---------- | ------ | ---------------- | -------- | ---------------------------------------- | ---------------------------------------- |
| 87,9           | Hitradio Ö3     | __OE_3__          |            | A203   | –                | 3        | D (250°–90°)                             | H                                        |
| 91,6           | Ö1              | __OE_1__          |            | A201   | –                | 3        | D (250°–90°)                             | H                                        |
| 100,4          | Radio Kärnten   | RADIO-K_          |            | A502   | Kärnten          | 3        | D (250°–90°)                             | H                                        |
| 103,6          | FM4             | __FM4___          |            | A213   | –                | 3        | D (250°–90°)                             | H                                        |
| 107,4          | Antenne Kärnten | ANTENNE_/KAERNTEN |            | A540   | Kärnten          | 2,7      | D (50°–70°, 260°–330°)                   | H                                        |

### Digitales Fernsehen (DVB-T2)
In DVB-T2 werden folgende Programme ausgestrahlt:
| Kanal | Frequenz (in MHz) | Multiplex             | Programme im Multiplex                              | ERP (in kW) | Polarisation horizontal (H) / vertikal (V) | Modulations- verfahren | FEC | Guard- intervall | Bitrate (in MBit/s) | Gleichwellennetz (SFN) |
| ----- | ----------------- | --------------------- | --------------------------------------------------- | ----------- | ------------------------------------------ | ---------------------- | --- | ---------------- | ------------------- | --- |
| 24    | 498               | ORS-Bouquet A Kärnten | - ORF eins - ORF 2 (Kärnten) - ORF 2 (Tirol) - ATV  | 2,5         | H                                          | 16-QAM                 | 3/4 | 1/4              | 14,93               | Spittal/Drau (Goldeck), Klagenfurt (Dobratsch), Viktring (Stifterkogel), Bad Eisenkappel, Hopfgarten, Huben, Mörtschach, Prägraten, Radenthein, Sillian, Stall, Villach |
| 23    | 490               | ORS-Bouquet B         | - ORF III - ORF SPORT + - 3sat - Puls 4 - Servus TV | 3           | H                                          | 16-QAM                 | 5/6 | 1/4              | 16,59               | Spittal/Drau (Goldeck), Klagenfurt (Dobratsch), Viktring (Stifterkogel)                                                                                                 |

### Analoges Fernsehen (PAL)
Vor der Umstellung auf DVB-T diente der Sendestandort auch für analoges Fernsehen:
| Kanal | Frequenz (MHz) | Programm        | ERP (kW) | Sendediagramm rund (ND)/ gerichtet (D) | Polarisation horizontal (H)/ vertikal (V) |
| ----- | -------------- | --------------- | -------- | -------------------------------------- | ----------------------------------------- |
| 48    | 687,25         | ORF 1           | 20       | D                                      | H                                         |
| 54    | 735,25         | ORF 2 (Kärnten) | 20       | D                                      | H                                         |
| 66    | 831,25         | ATV             | 20       | D                                      | H                                         |